# Prisioneira (telenovela)
Prisioneira é uma telenovela portuguesa produzida pela Plural Entertainment e transmitida pela TVI de 21 de maio de 2019 a 22 de fevereiro de 2020, substituindo Valor da Vida e sendo substituída semanas mais tarde por Quer o Destino. Foi escrita por Maria João Mira, com filmagens em Lisboa e na Tunísia.
Foi protagonizada por Joana Ribeiro (1.ª temporada), Carloto Cotta (1.ª temporada), Kelly Bailey, Lourenço Ortigão e Nuno Gil (2.ª temporada).

## Sinopse

### 1.ª temporada
Conta a história de um médico muçulmano, revolucionário que luta por um mundo melhor. A aventura começa quando se apaixona loucamente por uma portuguesa e resgata-a de uma vida pouco fértil de amor. Contudo, este resgate torna-se num cativeiro que ninguém previa e num combate desigual pela guarda de uma criança. Omar Maluf (Carloto Cotta), o médico muçulmano natural do país do Magrebe que, mais tarde obrigações familiares o obrigam a casar com Samira Ibrahim (Vera Kolodzig). Embora este segundo casamento provoque uma rutura entre Teresa Cunha (Joana Ribeiro) e Omar, a verdade é que nunca apaga a paixão. Samira é irmã de um emir e desde sempre foi apaixonada por Omar. Desta forma, vai tornar-se a maior inimiga de Teresa. Samira tem um pecado escondido no passado que é a sua maior fragilidade. Quem se junta a este triângulo é Gustavo Tudela (Thiago Rodrigues). É piloto de aviação e colega de Teresa. Uma tragédia recente destruiu-o emocionalmente mas esconde-a para não perder o trabalho com o qual sonhou a vida inteira. Está desde há muito apaixonado secretamente pela namorada do melhor amigo, Omar. 
Glória Loureiro (Kelly Bailey) com apenas 16 anos o pai alugou-a a um homem que depois apareceu morto. A partir daí a regra tem sido o vale tudo. Vive de pequenos crimes com Fredy, o seu melhor amigo. Glória aproveita um atentado terrorista para dar um golpe que acaba por correr mal. Fredy Cruz (Lourenço Ortigão) ainda era um miúdo quando foi despejado pela mãe. Conheceu Glória na casa de correção e tornaram-se inseparáveis. Tem uma oficina, mais ao menos legal mas tal como Glória, também vive de pequeno crimes até que um deles o coloca no centro do furacão.

### 2.ª temporada
Após a explosão do barco aonde ia Teresa e Omar, todos ficam em choque com o acontecimento. 
Gustavo, Glória e Monique são interrogados pelo inspetor, que afirma da sua suspeita de que Omar e Teresa podem ter planeado fugir juntos, deixando-os chocados. Após o depoimento, todos vão para casa da Teresa, ainda em sofrimento, aonde Glória tenta levar Olívia com ela, mas Lídia não aceita e começam a discutir e a meio da discussão Gustavo exalta-se afirmando que mal a Teresa morreu, já estão a pensar nos seus interesses pessoais e expulsa-as de casa, juntamente com os restantes que lá se encontram. 
No dia seguinte, Glória vai a casa de Murillo (Cassiano Carneiro), e após a sua discussão com Fredy, fica sozinha rodeada de coisas caras da casa e agarra numa estatueta. A jovem prepara-se para sair quando é apanhada por Nevinhas. Lídia fica contente por Glória ter sido apanhada a roubar e aproveita para manipular Gustavo, que ainda está a recuperar do atentado a Teresa, para que este testemunhe a favor dela para conseguir a guarda dos netos.
Glória é recebida por Susete (Marina Albuquerque), que a informa que Samuel (Nuno Gil), médico que a ajudou na prisão e lhe ofereceu emprego, ainda não chegou e pede-lhe para aguardar na sala. Os filhos do futuro patrão observam-na, pensando tratar-se da nova preceptora.
Nisto tudo, Vítor acorda do coma após estes 4 anos que se passaram da temporada passada.
Nesta temporada, muita coisa muda, tendo os protagonistas mortos ou desaparecidos por alguém que mais cedo ou mais tarde, será descoberto e poderá surpreender todos! Teremos os antigos antagonistas transformados em novas pessoas, a tentar refazerem as suas vidas, descobrindo que realmente sentem amor um pelo outro, mas tendo que lutar para ficar juntos por pessoas que não querem isso de forma alguma! Uma nova "prisioneira" está a chegar, mas talvez já esteja cá, mas prestes a se tornar uma!
Muitas mudanças na história e muitas reviravoltas, mas ainda promete emocionar todos com a história que ainda falta ser contada. Será que todos terão um final feliz? Será que Teresa e Omar serão vingados do crime horrível que lhes aconteceu? Quem fez explodir o barco? Será que os vilões terão o seu fim marcado? Em diferentes cenários mas prisioneira de todos, incapaz de viver a sua vida, cercada por pessoas com segundas intenções há sua volta, será que a nova prisioneira conseguirá sobreviver e não ter o mesmo destino fatal da primeira prisioneira?

## Elenco
| Ator/Atriz             | Personagem             | Temporada       | Temporada       |
| Ator/Atriz             | Personagem             | 1               | 2               |
| ---------------------- | ---------------------- | --------------- | --------------- |
| Joana Ribeiro          | Teresa Loureiro Cunha  | Protagonista    | Ausente         |
| Carloto Cotta          | Omar Maluf             | Protagonista    | Ausente         |
| Kelly Bailey           | Glória Loureiro Cunha  | Antagonista     | Protagonista    |
| Lourenço Ortigão       | Frederico «Fredy» Cruz | Antagonista     | Protagonista    |
| Nuno Gil               | Samuel Garrido         | Adicional       | Antagonista     |
| Diogo Infante          | Vítor Loureiro         | Regular         | Regular         |
| Joana Seixas           | Lídia Cunha            | Regular         | Regular         |
| Paulo Pires            | Diogo Lacerda          | Regular         | Regular         |
| Paula Lobo Antunes     | Margarida Lacerda      | Regular         | Regular         |
| Vera Kolodzig          | Samira Ibrahim         | Regular         | Regular         |
| Benedita Pereira       | Monique Matias         | Regular         | Regular         |
| Sara Prata             | Leonor Teixeira        | Regular         | Regular         |
| Tiago Teotónio Pereira | Tomé Andrade e Sousa   | Regular         | Regular         |
| Sandra Faleiro         | Graça Andrade e Sousa  | Regular         | Regular         |
| Vítor Hugo             | Mário Andrade e Sousa  | Regular         | Regular         |
| Thiago Rodrigues       | Gustavo Tudela         | Regular         | Regular         |
| Ângelo Torres          | Henrique Drummond      | Regular         | Ausente         |
| José Wallenstein       | Júlio Cunha            | Regular         | Ausente         |
| Sofia Aparício         | Leila Maluf            | Regular         | Regular         |
| Vítor d'Andrade        | Sílvio Cruz            | Regular         | Regular         |
| Sérgio Praia           | Acácio Teixeira        | Regular         | Regular         |
| Graciano Dias          | James Marques Farrel   | Regular         | Regular         |
| Rita Salema            | Elsa Cornélio          | Regular         | Ausente         |
| Diogo Mesquita         | Bashir Ibrahim         | Regular         | Participação    |
| Lucas Dutra            | Sahid Lopes            | Regular         | Regular         |
| Margarida Corceiro     | Carolina Atalaia       | Regular         | Regular         |
| Julie Sergeant         | Telma Cruz             | Adicional       | Regular         |
| Cassiano Carneiro      | Murilo Braga           | Adicional       | Regular         |
| Filipa Pinto           | Renata Braga           | Adicional       | Regular         |
| Ana Cristina Oliveira  | Letícia Drummond       | Regular         | Ausente         |
| Catarina Bonnachi      | Beatriz Drummond       | Regular         | Ausente         |
| Catarina Bonnachi      | Constança Drummond     | Regular         | Ausente         |
| Pedro Tavares          | Fábio Silva            | Regular         | Ausente         |
| Maria Arrais           | Madalena Garrido       | Ausente         | Regular         |
| Susana Arrais          | Cecília / Isabel       | Ausente         | Regular         |
| Pedro Hossi            | Eduardo Sarmento       | Ausente         | Regular         |
| Marina Albuquerque     | Susete                 | Ausente         | Regular         |
| André Nunes            | Dário                  | Ausente         | Regular         |
| Rita Ribeiro           | Fátima Maluf           | Atriz Convidada | Atriz Convidada |
| Lia Gama               | Helena Lopes           | Atriz Convidada | Atriz Convidada |
| Carlos Oliveira        | Inspetor Chaves        | Adicional       | Adicional       |
| Romeu Vala             | Leandro                | Adicional       | Adicional       |
| Alexandre Jorge        | Adão                   | Adicional       | Adicional       |
| Rita Ruaz              | Maleeka                | Adicional       | Adicional       |
| Marisa Cruz            | Sally                  | Adicional       | Ausente         |
| João Montez            | Gamal                  | Adicional       | Ausente         |
| Eduardo Breda          | Gonçalo                | Adicional       | Ausente         |
| Rui Porto Nunes        | Sebastião              | Ausente         | Adicional       |

## Lista de temporadas
| Resumo | Resumo | Episódios | Episódios | Originalmente exibido  | Originalmente exibido   |
| Resumo | Resumo | Episódios | Episódios | Estreia da temporada   | Final da temporada      |
| ------ | ------ | --------- | --------- | ---------------------- | ----------------------- |
|        | 1      | 98        | 98        | 21 de maio de 2019     | 10 de setembro de 2019  |
|        | 2      | 121       | 121       | 11 de setembro de 2019 | 22 de fevereiro de 2020 |

## Audiência
Na estreia, a 21 de maio de 2019, "Prisioneira" foi líder e marcou 11,9% de rating e 24,7% de share, com cerca de 1 milhão e 155 mil espectadores, sendo um dos piores resultados de uma estreia de uma telenovela da TVI.
No segundo episódio a trama de Maria João Mira perdeu espectadores, registando uma audiência média de 11,1% com um share correspondente de 23,0%. Em média, 1 milhão e 78 mil espectadores estiveram sintonizados no canal, na liderança das audiências.
Depois de ter mantido a sua audiência constante no 3º episódio, no capítulo seguinte "Prisioneira" caiu para o seu mínimo, num valor abaixo da fasquia do milhão de espectadores. A nova novela da TVI também não conseguiu os dois dígitos de rating e fechou com 9,9% e 22,4% de quota média de mercado no período, na liderança das audiências.
Com a estreia de "Golpe de Sorte", a série de sucesso da SIC, "Prisioneira" caiu para um valor abaixo dos 20,0% de share, e perdeu em toda a linha até para o "Joker", da RTP1. A trama de Maria João Mira fixou-se nos 9,3%/19,5% e 900.000 espectadores em média. Sempre em perda para a SIC, a novela da TVI só conseguiu vencer a RTP1 quando o concurso de Vasco Palmeirim terminou. Já frente ao “Prós e Contras” a novela conseguiu subir ao segundo lugar, onde permaneceu até ao fim.
Após ter perdido a semana inteira para a SIC, mais concretamente para "Golpe de Sorte", no sábado, mesmo frente a "Alma e Coração", e impulsionada pela “Liga dos Campeões”, “Prisioneira” fechou com 7,5% de rating (728.200 telespectadores) e 20,8% de share, sendo este o pior valor registado pela novela. A primeira parte da “Prisioneira” registou 8,6% de rating e a segunda, fechou com 6,9%/20,2%. O melhor momento foi alcançado pelas 22h38 com a novela a bater nos 9,3% de rating (902.200 telespectadores), na vice-liderança.
A 10 de setembro de 2019, terça-feira, o último episódio da primeira temporada registou 6,5% de rating e 19,4% de share, com cerca de 618.700 espectadores, na vice-liderança.
A segunda temporada estreia um dia depois, quarta-feira, e regista 7,1% de rating e 17,9% de share, com cerca de 670.200 espectadores, na vice-liderança.
No dia 22 de fevereiro de 2020, sábado, o último episódio de "Prisioneira" regista 6,2% de rating e 20,0% de share, com cerca de 532 mil espectadores, na liderança, sendo um dos piores resultados de uma final de uma telenovela da TVI desde Doida por Ti (2014).
| Média | Média     | Episódios exibidos | Rating | Share | Ref.   |
| ----- | --------- | ------------------ | ------ | ----- | ------ |
| 2019  | Maio      | 10                 | 10,0%  | 21,8% | [ 10 ] |
| 2019  | Junho     | 25                 | 7,8%   | 19,2% | ...    |
| 2019  | Julho     | 27                 | 7,3%   | 19,2% | [ 11 ] |
| 2019  | Agosto    | 28                 | 6,6%   | 16,9% | ...    |
| 2019  | Setembro  | 25                 | 6,6%   | 18,2% | ...    |
| 2019  | Outubro   | 26                 | 5,7%   | 15,9% | ...    |
| 2019  | Novembro  | 20                 | 5,4%   | 14,9% | ...    |
| 2019  | Dezembro  | 19                 | 5,5%   | 14,5% | ...    |
| 2020  | Janeiro   | 22                 | 5,1%   | 14,9% | ...    |
| 2020  | Fevereiro | 17                 | 5,1%   | 16,6% | ...    |
| Total | Total     | 219                | 6,5%   | 17,2% |        |

## Emissão noutros canais
Em 2020, Prisioneira foi também transmitida pelo extinto canal TVI África.
Em fevereiro de 2024, passou a ser reposta aos domingos na TVI Ficção.